# Marie Lebour
Pour les articles homonymes, voir Lebour.
Marie Victoire Lebour (20 août 1876 - 2 octobre 1971) est une biologiste marine britannique connue pour son étude des cycles de vie de divers animaux marins et autrice de plus de 175 ouvrages au cours de sa carrière.

## Honneurs et postérité
Lebour fut membre de plusieurs sociétés professionnelles : membre de la Linnaean Society, membre à vie de la Société zoologique de Londres et de la Marine Biological Association of the United Kingdom. Plusieurs espèces de dinoflagellés portent son nom, notamment les genres Lebouraia et Lebouridinium et les espèces Polykrikos lebourae et Cochlodinium lebourae.